# Верхейен, Раймонд
Раймонд Верхейен (нидерл. Raymond Verheijen; род. 23 ноября 1971, Амстердам) — голландский футбольный тренер.

## Карьера
Работал с Гусом Хиддинком, Франком Райкардом, Луи Ван Галом и Диком Адвокатом на трех чемпионатах мира по футболу и трех чемпионатах Европы по футболу. Также работал в Барселоне, Челси, Манчестер Сити и Зените.
В феврале 2011 года был назначен помощником главного тренера сборной Уэльса. В феврале 2012 года объявил, что уходит с поста помощника главного тренера сборной Уэльса.

## Периодизация
В 2003 году Раймонд Верхейен представил свою модель периодизации (модель шестинедельной периодизации), которая была специально разработана в соответствии с требованиями периодизации футбола. Модель основана на цикле из шести недель, который повторяется с регулярными интервалами, а также на принципе, что тактические занятия могут стать физическими занятиями, когда интенсивность повышается соответствующим образом.
По словам Верхейена, «цель периодизации — проводить любую игру с 11 лучшими игроками. Во-первых, для того чтобы выиграть, во-вторых, потому что фанаты заслуживают того, чтобы видеть лучших футболистов».
Этот метод использует только футбольные практики для улучшения физической подготовки игроков, и роль тренера имеет решающее значение в контроле интенсивности тренировок. Тренер не может позволить интенсивности упасть, потому что во время тренировки не будет перегрузки. Он должен обеспечить, чтобы все игроки делали именно то, что они должны делать в игровом стиле команды. Тренер должен напоминать игрокам сосредоточиться на своих обязанностях, особенно к концу тренировки, когда игроки устали.
Когда тренировки имеют в первую очередь физическую цель, интенсивность тренировок должна быть высокой.
Поэтому, хотя практика такая же, как и для тактических тренировок, в игре нет остановок. В результате тактические тренировки превращаются в физические тренировки. Игроки тактически проинструктированы, пока игра продолжается, а периоды отдыха между играми используются для целей тренера.
Верхейен утверждает, что в футболе существует определённая иерархия. Тренер полагается на доступных игроков. Тренер должен сформулировать стиль игры, который подходит этим игрокам как тактически, так и технически. В этой иерархии футбола фитнес играет только вспомогательную роль.